# تلفزيون مدفوع
التلفزيون المدفوع أو الاشتراك التلفزيوني يعد خدمة الاشتراك المستندة مقابل الخدمات التلفزيون التي عادة ما تقدمها على حد سواء كانت هذه الخدمات التناظرية ورقمية أو قنوات الفضائية، ولكن أيضا على نحو متزايد عبر الأرضية الرقمية، البث التلفزيوني عبر الانترنت وتلفزيون الانترنت. بدأ عصر
الاشتراك التلفزيوني في الانتقال متعدد القنوات وانتقل إلى عصر ما بعد الشبكة. كما عرضت بعض أجزاء العالم، وخاصة في فرنسا وأمريكا اللاتينية والولايات المتحدة، إشارات أرضية تمثيلية مشفرة متاحة للاشتراك ولا يجوز الخلط بين خدمة التلفيزيون المدفوع وخدمة الدفع مقابل المشاهدة.

## البرمجة
لقد أدت خدمة التلفزيون القائم على الاشتراك أو التلفزيون المدفوع إلى تغيير في نوع المحتوى الذي تبثه هذه الشبكات. لقد أدى هذا النموذج إلى إنشاء شبكات لأنواع أكثر تخصصًا من العروض لجذب وحث المشاهدين على الاشتراك. تهتم شبكات الاشتراك بتوفير المحتوى الذي سيجعل الأشخاص يرغبون في الاشتراك بالإضافة إلى تجديد الاشتراكات بدلاً من من يشاهدها وعندما يحدث هذا العرض.
نظرًا للطبيعة غير المحررة للخدمات المتميزة، من المعتاد بالنسبة لهم عرض البرامج التي تحتوي على كميات كبيرة من الألفاظ النابية والنشاط الجنسي والعُري والعنف الرسومي ومحتوى البالغين الآخرين (يعتمد تضمين أي محتوى من هذا القبيل على البرنامج، حيث قد تكون الخدمات قم أيضًا بتضمين محتوى على الأقل جزئيًا، إن لم يكن كليًا، خالٍ من المواد التي قد لا تكون مناسبة لبعض المشاهدين). لإعلام المشاهدين بمحتوى البرنامج، فإن معظم القنوات الممتازة تقدم مصدات إخبارية مباشرة قبل كل برنامج، مع الإشارة إلى تصنيف البرنامج (لا ينطبق هذا عادةً على الأحداث الرياضية الحية) ومعلومات محتوى البرنامج. منذ التسعينات، تستخدم القنوات الممتازة في الولايات المتحدة واصفات المحتوى التي تصف المحتوى الذي يحتمل أن يكون مرفوضًا والمضمّن في البرنامج، مثل العنف الخفيف (المعرّف باسم "MV") أو المحتوى الجنسي القوي (المعرّف باسم "SSC").... الخ؛ قد يتم أيضًا الإشارة إلى الميزات الإضافية المضمنة في البرنامج التلفزيوني مثل وظائف التعليق الصوتي والصوت المحيطي المقطوعة ومسارات الصوت باللغة البديلة عبر موجزات البرامج الصوتية الثانوية.
تشتمل ايضاَ الأفلام على الكثير من محتوى البرمجة الذي يتم مشاهدته على معظم خدمات التلفزيون المدفوع، وخاصة تلك التي لها تنسيق ترفيهي عام وتلك التي تركز بشكل حصري على الأفلام؛ الأفلام التي يتم بثها على معظم القنوات الممتازة تبث في نسخها الأصلية (وفي بعض الحالات، الفيديو المنزلي غير المصنف أو DVD)؛ هذا مقارنةً بالأفلام التي يتم بثها على التلفزيون الأرضي أو الكبل الأساسي، والتي قد تخضع للتعديلات للوقت و / أو المحتوى حيث احيانا ًِ يتم قص اجزاء من الافلام لتبث بشكل عائلي، اعتمادًا على المحتوى الذي تسمح الاختصاص القضائي بعرضه على الهواء أو على الكابل الأساسي. تحصل العديد من الخدمات التليفزيونية المدفوعة على حقوق للأفلام من خلال اتفاقيات حصرية مع موزعي الأفلام (لم يصبح هذا هو المعيار في الولايات المتحدة حتى منتصف الثمانينات، حيث سيكون من الشائع أن يتم بث نفس الفيلم على خدمات الدفع غير ذات الصلة خلال فترة رخصتة)؛ يمكن أيضًا بث الأفلام التي تم الحصول عليها خلال المدة الأصلية لاتفاقات الترخيص مع الموزع على أنها «تشغيل ثانوي»، حيث تحتفظ الخدمة بحقوق التصوير بعد فترة طويلة من إبرام اتفاقية توزيع (بموجب هذا الترتيب، خدمة الدفع التي رخصت في الأصل حقوق ملكية عنوان فيلم معين، أو حقوق أخرى غير تلك التي تملك حقوقًا، يجوز أن تحتفظ بحقوق البث من خلال صفقة محتوى مكتبة).
كما تنتج العديد من القنوات المميزة ذات الاهتمام العام المسلسلات التلفزيونية الأصلية، والتي تتميز بمحتوى قد يكون في بعض الولايات أكثر إثارة - وبالتالي، في كثير من الأحيان أكثر صعودًا - من تلك البرامج التي يتم عرضها على شبكات البث؛ العديد من هذه المسلسلات (مثل آل سبرانو أو صراع العروش الخاص بشبكة اتش بي او وفيلم وسيم احدي افلام نتفليكس الاصلية وبرنامج ديكستر الخاص بشبكة شو تايم وغيرها) واصلت تحقيق نسب عالية من المشاهدة والنجاح الحازم، على الرغم من أنها تخضع لعتبة تصنيفات جمهور أقل لكي يتم اعتبارها ضرب من البرامج على البث التلفزيوني لأن هذه القنوات تعتمد على الاشتراك وبالتالي تظهر فقط في عدد صغير من المنازل مع جهاز تلفزيون واحد على الأقل. تبث بعض القنوات الممتازة أيضًا برامج تلفزيونية خاصة، والتي تتكون في الغالب من أحداث الحفلات الموسيقية والأفلام الوثائقية والأفلام الكوميدية الاحتياطية، وفي الماضي، شملت المسرحيات.
تظهر البرامج الرياضية أيضًا في بعض الخدمات المتميزة، ولا سيما شبكتي HBO و Showtime في الولايات المتحدة وكلاهما مشهور بنقلهم أحداث الملاكمة، في حين أن Showtime و Epix يحملان أيضًا مناسبات مختلطة لفنون القتال. بثت بعض القنوات الممتازة ذات الاهتمام العام أحداثًا رياضية محترفة أخرى في الماضي: HBO على سبيل المثال، حملت ألعابًا من دوري الهوكي الوطني الذي يبث علي شبكة (NHL) ودوري كرة السلة الوطني الذي يبث علي شبكة (NBA) غير عروض المصارعة مثل عروض اتحاد دبليو دبليو اي التي تبث علي الشبكة الخاصة بهم وتوجد قنوات رياضية مدفوعة الأجر مثل Setanta Sports و Fox Soccer Plus ، وتباع عادة بتكلفة أعلى من الخدمات المتميزة التقليدية؛ الحزم الرياضية الخارجة عن السوق في أمريكا الشمالية هي خدمات مدفوعة متعددة القنوات تحمل أحداثًا رياضية احترافية أو جماعية تُباع في حزمة موسمية - عادة ما تكون هذه هي أغلى أنواع خدمات الدفع، والتي تتراوح عادة بين 35 إلى 50 دولارًا كل شهر.
بعض خدمات الدفع تقدم أيضًا أفلامًا إباحية؛ هناك عدد قليل من الخدمات الرئيسية (مثل Cinemax في الولايات المتحدة و MExcess في شبكة الأفلام في كندا) تحتوي على كمية محدودة من محتوى softcore خلال فترات وقت متأخر من الليل. توجد أيضًا قنوات متخصصة مكرسة للأفلام الإباحية التي تحمل إما برامج للبالغين (مثل Playboy TV) أو محتوى أكثر تشديدية في ممارسة الجنس (مثل الشبكة المثيرة The Erotic Network وقناة Hustler TV الاوربية)، وغالبًا ما تبيع هذه القنوات عروضها علي أساس ليلي مشابه لما يلي نموذج الدفع لكل عرض، على الرغم من أنها تعمل عادة كقنوات 24 ساعة.
عادةً ما تكون الخدمات التلفزيونية المتميزة خالية من الإعلانات التجارية التقليدية، وبالتالي فإن البرامج الموجودة على معظم القنوات التلفزيونية المدفوعة لا تنقطع عن طريق الإعلانات التلفزيونية ضمن البث؛ بدلاً من ذلك، يتم إدراج فواصل بين البرامج، التي عادةً ما تعلن عن عروض ترويجية للبرامج القادمة وتتميز بلقطات خاصة من وراء الكواليس (وهذا هو السبب الرئيسي الذي يجعل معظم القنوات التلفزيونية الاشتراكية قادرة على تشغيل البرامج دون أي تحرير، لأنها لا تخضع ل ضغط من المعلنين لتخفيف حدة المحتوى)؛ ومع ذلك، قد تتضمن بعض خدمات الدفع المرتكزة على الرياضة بعض الإعلانات التجارية، لا سيما إذا كانت تبث أحداثًا رياضية تبثها عبر شبكات تلفزيونية تدعمها المعلن. بالإضافة إلى ذلك نظرًا لأن هذه القنوات تبث محتوى دون انقطاع في البرنامج، فإن هذا يؤدي في بعض الأحيان إلى فواصل طويلة أو مختصرة بين البرامج، بناءً على وقت انتهاء البرنامج السابق وموعد بدء البرنامج التالي. إن التباين العالمي الوحيد لهذا هو وقت العرض، حيث تقوم القناة الرئيسية في مجموعة كل خدمة مدفوعة عادةً بجدولة الأفلام التي تبدأ في الساعة 7 مساءً أو الساعة 8 مساءً بتوقيت شرق أوروبا أو توقيت على مدار الساعة.

## التسعير والتغليف
القنوات التلفزيونية المدفوعة تأتي في نطاقات أسعار مختلفة. تجمع العديد من القنوات التي تحمل إعلانات بين هذا الدخل وبين رسوم اشتراك أقل. وتسمى هذه القنوات قنوات «الدفع المصغر» (وهو مصطلح يستخدم أيضًا لخدمات التلفزيون المدفوع بدون تكلفة تجارية صغيرة) وغالبًا ما يتم بيعها كجزء من حزمة تحتوي على العديد من القنوات ذات الأسعار المشابهة. ومع ذلك، عادة ما يتراوح السعر المعتاد للقنوات الممتازة من أقل قليلاً من 10 دولارات إلى 25 دولارًا شهريًا لكل جناح، مع انخفاض الأسعار عبر خيارات التجميع مع مزودي الكابلات أو الأقمار الصناعية، أو العروض المحدودة الخاصة المتاحة خلال فترات المعاينة المجانية أو قبل إطلاق سلسلة هيبة الشبكة. ومع ذلك، قد تطلب بعض القنوات الأخرى، مثل الرياضة وشبكات البالغين، تسعيرًا شهريًا قد يصل إلى ما يقرب من 50 دولارًا في الشهر. هناك أيضًا خدمات تليفزيونية متميزة بسعر أعلى بكثير من قنوات الدفع المصغر، لكنها تعوض عن سعرها المرتفع عن طريق حمل إعلانات قليلة أو معدومة، وكذلك توفير مخرجات برنامج عالية الجودة. نظرًا لأن مبيعات الإعلانات حساسة لدورة العمل، فإن بعض المذيعين يحاولون موازنتها بدخل أكثر استقرارًا من الاشتراكات.
يقدم بعض مقدمي الخدمات القنوات التي تملكها نفس الشركة في حزمة واحدة. على سبيل المثال، يقدم مزود الأقمار الصناعية الأمريكي DirecTV قنوات Encore إلى جانب Starz multiplex (كلاهما مملوك لشركة Starz Inc.) في "Starz Super Pack"؛ و The Movie Channel و Flix و SundanceTV (لا يزال الأخير يباع في حزمة DirecTV على الرغم من أن شبكات Showtime لم تعد تمتلك Sundance ، أصبحت تلك القناة مملوكة الآنلشبكات AMC) إلى جانب Showtime في برنامجها "Showtime Unlimited" صفقة؛ Cinemax وشبكاته متعددة الإرسال، بدورها، يتم تعبئتها دائمًا تقريبًا مع HBO (كلاهما مملوك لشركة Time Warner). تقدم العديد من خدمات التلفزيون المدفوع خدمات الإرسال المتعدد التي يتم بيعها أيضًا مع القناة الرئيسية، والتي تبث جدولًا مختلفًا عن جدول القناة الرئيسي للخدمة وغالبًا ما تستخدم تنسيقات منفصلة تركز على البرمجة القائمة على النوع (على سبيل المثال؛ قد تحتوي قناة واحدة على خدمة موجهة للعائلات البرمجة، قد يعرض آخر أفلام الحركة) أو البرمجة التي تستهدف جمهور مستهدف معين. في كندا، يتم تعبئة HBO Canada مع خدمتين منفصلتين للدفع: شبكة الأفلام و Movie Central (نظرًا لأن الخدمتين مقيدتان إقليميًا بالاختيار لخدمة شرق كندا وغرب كندا على التوالي؛ ومالك كلتا القناتين، Bell Media و Corus Entertainment ، يمتلك كل منهم الحقوق الإقليمية لـ HBO Canada في مناطقهم).
على الرغم من أن بيع الخدمات المتميزة المرتبطة بالملكية كحزمة أمر شائع، فقد لا يكون هذا هو الحال دائمًا: على سبيل المثال، تم بيع قناة العائلة الكندية عمومًا بشكل مستقل عن The Movie Network و The Movie Network Encore بينما كانت جميعها تحت الملكية العامة (جميعها كانت Astral Media مملوكة لثلاث شبكات حتى اندماج تلك الشركة في 2013 مع Bell Media ؛ والأسرة - على عكس قنوات TMN ، موزعة في جميع أنحاء البلاد - مملوكة الآن من قبل DHX Media)؛ يُباع Movie Network Encore أيضًا بشكل منفصل عن The Movie Network (التي انطلقت من القناة في عام 1994 باسم TMN Moviepix) من قِبل بعض موفري الكابلات والأقمار الصناعية في شرق كندا، على الرغم من أن مقدمي خدمات آخرين يقدمون كل من الشبكات وقنوات الإرسال المتعدد الخاصة بهم كحزمة. في الولايات المتحدة، تُباع Cinemax و Encore اختياريًا بشكل منفصل عن أو في حزمة واحدة مع شبكتيهما الأم HBO و Starz ، وفقًا لمزود الخدمة. تُباع قناة الأفلام وفليكس في الوقت نفسه مع شوتايم (جميع القنوات الثلاث مملوكة لشركة CBS)؛ على الرغم من أن المشتركين مطالبون بشراء Showtime من أجل الحصول على Flix ، إلا أن القناة السينمائية ليس لديها مثل هذا القيد لأن عددًا قليلاً من مقدمي الخدمة يقومون اختياريًا ببيع تلك الخدمة دون الحاجة إلى اشتراك Showtime.
على عكس الشبكات الكبلية الأخرى، يتم دائمًا الاشتراك في الخدمات المتميزة في تلفزيون الكابل الانتقائي ، مما يعني أنه يمكن، على سبيل المثال، الاشتراك في HBO دون الاشتراك في شوتايم (في كندا، هناك تعديلات طفيفة، لأن معظم مقدمي الخدمات يشملون محطات خارقة في الولايات المتحدة - مثل مثل WGN-TV و KTLA و WPCH-TV - مع باقة الامتيازات الرئيسية افتراضيًا). ومع ذلك، فإن الاشتراك في خدمة «فردية» يتضمن تلقائيًا الوصول إلى جميع قنوات الإرسال المتعدد المتاحة لتلك الخدمة، وفي بعض الحالات، الوصول إلى المحتوى عبر الفيديو عند الطلب (في شكل خدمة تلفزيون VOD تقليدية، وفي بعض الحالات، رفيق عند الطلب خدمة التدفق كذلك). يقدم معظم مزودي خدمة التلفزيون المدفوعة أيضًا مجموعة من الخدمات المتميزة (على سبيل المثال، حزم HBO و Showtime و Starz) في حزمة واحدة بسعر مخفض إلى حد كبير مما سيكلفه شراء كل خدمة على حدة، كحافز للمشتركين على البقاء مع مزود الخدمة أو للآخرين لحث المشتركين على استخدام خدمتهم. وبالمثل، يقدم العديد من موفري التلفزيون قنوات ذات فائدة عامة أو أفلام متميزة بدون أي رسوم إضافية لفترة تجريبية (مدة تتراوح بين شهر وثلاثة أشهر، على الرغم من وجود حالات نادرة من التجارب المجانية لخدمات الدفع التي تستمر حتى عام واحد على التلفزيون لمدة مشتركين جدد في خدمة التليفزيون لهذا المزود.

## توزيع
أصبح التلفزيون المدفوع شعبيةً مع تلفزيون الكابل والقنوات الفضائية . في كثير من الأحيان، تقدم خدمات التلفزيون المدفوع، على الأقل مرتين إلى ثلاث مرات في السنة، معاينات مجانية لخدماتهم، من أجل جذب المشتركين المحتملين من خلال السماح لهذا الجمهور الأوسع بتجربة الخدمة لمدة أيام أو أسابيع؛ يتم جدولة هذه البرامج عادةً لعرض برامج الأحداث الخاصة الكبرى، مثل العرض التوضيحي الأول للكابل المدفوع لفيلم روائي كبير، العرض الأول (مسلسل أو عرض أولي) لسلسلة أصلية متوقعة على نطاق واسع أو نالت استحسانا كبيرا أو في بعض الأحيان، عرض خاص رفيع المستوى (مثل حفلة موسيقية).
كما توجد خدمات الاشتراك المرسلة عبر التلفزيون التماثلي للأرض بدرجات متفاوتة من النجاح. تدير Canal + قناة مدفوعة للأرض التناظرية للأرض في فرنسا من عام 1984 حتى نهاية عام 2011 للتلفزيون التماثلي، عندما تحولت إلى قنوات رقمية مع القنوات التماثلية الأخرى للأرض. نظيرتها الإسبانية، Canal + Spain ، تبث أيضًا على المستوى الوطني بين عامي 1990 و 2005. أطلقت بعض محطات التلفزة الأمريكية خدمات مدفوعة (تُعرف ببساطة باسم خدمات «اشتراك التلفزيون») مثل SuperTV و Wometco Home Theater و PRISM (التي تعمل أساسًا كخدمة كابل، يتم نقلها على الهواء مباشرة في وقت واحد لفترة قصيرة خلال الثمانينيات، وعلى عكس خدمات دفع الفوائد العامة الأخرى المقبولة من الإعلانات الخارجية للبث خلال البث التلفزيوني الرياضي) و Preview و SelecTV و ONTV في أواخر السبعينيات، ولكن هذه الخدمات اختفت كما توسعت المنافسة من التلفزيون الكبلي خلال 1980s.
في بعض البلدان، كان إطلاق التلفزيون الرقمي للأرض يعني أن التلفزيون المدفوع قد أصبح شائعًا بشكل متزايد في البلدان ذات الهوائيات العادية. على العكس من ذلك، حتى مع تزايد عدد المشتركين في التلفزيون المدفوع بسبب الزيادات في الأسعار الناتجة عن ارتفاع رسوم النقل وزيادة استخدام البث الرقمي من قِبل هيئات البث الأرضية منذ أواخر العقد الأول من القرن العشرين، لم تكن هناك أية محاولات لإطلاق مدفوعات جديدة عبر الإنترنت الخدمات في أمريكا الشمالية.
في أستراليا، يعد كل من Foxtel و Optus Television و TransACT هم الموزعين الرئيسيين للتلفزيون المدفوع، وجميعهم يقدمون خدمات الكابل في بعض المناطق الحضرية، مع Foxtel تقدم خدمة الأقمار الصناعية لجميع المناطق الأخرى التي لا يتوفر فيها الكابل. تعمل Austar سابقًا كخدمة مدفوعة للأقمار الصناعية، حتى اندمجت مع Foxtel و SelecTV . الموزعون الرئيسيون للتلفزيون المدفوع في نيوزيلندا هم Sky Network Television على القمر الصناعي و Vodafone على الكابل.
منذ أواخر عام 2000، أصبحت خدمات الفيديو عبر الإنترنت التي توزع الأفلام والبرامج التليفزيونية الأصلية والمكتسبة (بما في ذلك Netflix و Amazon Video و Hulu Plus) منافسين رئيسيين لدفع القنوات التلفزيونية، وتقدم محتوى برمجة مشابهًا جدًا.

## الغموض

### الدفع لكل عرض
المقال الرئيسي: الدفع لكل عرض
تشبه خدمات الدفع لكل عرض (PPV) خدمات التليفزيون المدفوعة القائمة على الاشتراك، حيث يجب على العملاء الدفع من أجل فك تشفير البث للعرض، ولكن عادة ما يستلزم ذلك دفعًا لمرة واحدة لمشاهدة واحدة أو محدودة المدة. غالبًا ما تكون البرامج المقدمة عن طريق الدفع لكل عرض أفلامًا أو أحداثًا رياضية، ولكنها قد تشمل أيضًا أحداثًا أخرى، مثل الحفلات الموسيقية وحتى برامج البالغين. في الولايات المتحدة، تم تطوير المفهوم الأولي والتكنولوجيا الخاصة بالدفع لكل عرض للتلفزيون الإذاعي لأول مرة في أوائل الخمسينيات من القرن الماضي، بما في ذلك فك تشفير الخام للإشارة التلفزيونية على الهواء وصندوق فك التشفير، ولكن لم يتم اكتشافهما مطلقًا للاستخدام في ذلك التوقيت. استغرق الأمر أربعة عقود أخرى عندما بدأت هيئات البث الكبلي في استخدام نظام الدفع لكل عرض على نطاق واسع. [6]

### عرض مجاني
المتغيرات «الحرة» مجانية (FTA) ومجانية (FTV)؛ ومع ذلك، عادةً ما تكون خدمات FTV مشفرة وتأتي بطاقات فك التشفير إما كجزء من اشتراك أولي في باقة تلفزيون مدفوعة - بمعنى آخر ، عرض قنوات تلفزيون مدفوعة - أو يمكن شراؤها بتكلفة لمرة واحدة. قد لا يزال لدى أنظمة FTA و FTV وصول انتقائي. يعد Australia Plusمثالاً على ذلك ، حيث أن الكثير من محتوى البرمجة به مجاني باستثناء ألعاب National Rugby League (NRL)، والتي يتم تشفيرها.

## منصات التلفزيون المدفوع المختلفة عبر العالم

### اسيا
| البلد          | دفع التلفزيون خدمات الموزعين |
| -------------- | --- |
| بنغلاديش       | البنغال التلفزيون الرقمي جادو التلفزيون RealVU                                                                                   |
| هونغ كونغ      | مع قنوات الكابل ، تلفزيون الآن TVB رؤية الشبكة HKBN bbTV                                                                         |
| الهند          | دد مباشر+ طبق التلفزيون هاتف هوائي التلفزيون الرقمي الاعتماد الكبير التلفزيون الشمس المباشرة إلى البيوت تاتا السماء فيديوكون D2H |
| إندونيسيا      | Transvision MNC الرؤية OrangeTV تلفزيون كبيرة                                                                                    |
| اليابان        | تلفزيون فوجي OneTwoNext تلفزيون فوجي السماء PerfecTV!                                                                            |
| ماليزيا        | استرو Hypp التلفزيون |
| باكستان        | شركة الاتصالات الذكية التلفزيون                                                                                                  |
| الفلبين        | Cablelink مصير كابل Parasat مع قنوات الكابل ، السماء كابل Cignal G Sat السماء مباشرة                                             |
| سنغافورة       | StarHub التلفزيون Singtel التلفزيون                                                                                              |
| سري لانكا      | الحوار التلفزيون طبق التلفزيون سري لانكا لبنان PEO التلفزيون التلفزيون لانكا                                                     |
| كوريا الجنوبية | KT SkyLife |
| تايلاند        | TrueVisions |
| فيتنام         | SCTV وهو Viên التلفزيون MyTV VTVCab, HTVC K+ Nettv OneTV                                                                         |

### الوطن العربي وشمال افريقيا
| البلد         | دفع التلفزيون خدمات الموزعين |
| ------------- | --- |
| العالم العربي | TDA البث الإذاعي و التلفزي الجزائري (بن براهيم أشرف طه) (beIN sports) beIN قنوات الشبكة (OSN) شبكة أوربت شوتايم بلدي HD المجد الشبكة |

### الأمريكتان
| البلد                                    | دفع التلفزيون خدمات الموزعين |
| ---------------------------------------- | --- |
| الأرجنتين                                | دايركت Cablevisión (الأرجنتين) InTV Telecentro (الأرجنتين) Antina Supercanal Gigared الأحمر Intercable                                                       |
| البرازيل                                 | السماء البرازيل (السابق دايركت) التلفزيون كلارو فيفو التلفزيون أوي التلفزيون صافي Nossa التلفزيون                                                            |
| كندا                                     | تلفزيون الجرس بيل فيبي التلفزيون EastLink روجرز شو المباشر Vidéotron Telus التلفزيون                                                                         |
| شيلي                                     | التلفزيون كلارو دايركت |
| كولومبيا                                 | التلفزيون كلارو دايركت |
| المكسيك                                  | طبق المكسيك عز الاتصالات Megacable السماء المكسيك Totalplay Telecomunicaciones                                                                               |
| بيرو                                     | التلفزيون كلارو دايركت Movistar |
| الولايات المتحدة (هذه هي حزم من القنوات) | AT&amp;T U-الآية CenturyLink ميثاق الاتصالات كوكس الاتصالات كومكاست دايركت شبكة طبق الألياف جوجل التلفزيون الأمثل التلفزيون أوعن طريق التلفزيون Verizon FiOS |
| فنزويلا                                  | دايركت |

### اوقينوسيا
| البلد     | دفع التلفزيون خدمات الموزعين |
| --------- | ---------------------------- |
| أستراليا  | فوكستيل أوبتس التلفزيون      |
| نيوزيلندا | سكاي التلفزيونية (نيوزيلندا) |

## شاهد ايضاَ
- التلفزيون الأرضية
- دفع مقابل المشاهدة
- التسعير المرتفع